# Cassianebalidae
Cassianebalidae zijn een uitgestorven familie van weekdieren uit de klasse van de Gastropoda (slakken).

## Taxonomie
De volgende taxa zijn bij de familie ingedeeld:
- Geslacht  † Cassianebala Bandel, 1996
  -  † Cassianebala speciensis Bandel, 1996
- Geslacht  † Loxebala Bandel, 1996
  -  † Loxebala vallandroensis Bandel, 1996